# Pseudomasaris edwardsi
Pseudomasaris edwardsi är en stekelart som först beskrevs av Cresson 1872.  Pseudomasaris edwardsi ingår i släktet Pseudomasaris och familjen Masaridae. Inga underarter finns listade i Catalogue of Life.